# مايك كونولي (صحفي)
مايك كونولي (بالإنجليزية: Mike Connolly)‏ هو محرر وكاتب العمود وصحفي أمريكي، ولد في 19 يوليو 1913 في شيكاغو في الولايات المتحدة، وتوفي في 18 نوفمبر 1966 في روشستر في الولايات المتحدة بسبب قصور كلوي.

## وصلات خارجية
- مايك كونولي على موقع IMDb (الإنجليزية)